# Джизие
Джизие или харач (харадж) е паричен данък в мюсюлманските страни, който бил събиран от немюсюлманското население. В облагателната практика на различни страни и в различни периоди джизието и хараджа били разглеждани като един и същ или като два отделни данъка.
Тъй като бил въведен според предписанията на шериата, джизието спада към т.нар. шериатски данъци. Основание за плащането на особен данък от страна на дял от неверниците (хората на книгата, т.е. християните и евреите) е самият Коран. В сура 9.29 е записано: „Сражавайте се с онези от дарените с Писанието, които не вярват в Аллах и в Сетния ден, и не възбраняват онова, което Аллах и Неговият Пратеник са възбранили, и не изповядват правата вяра – докато не дадат налога [джизя] безусловно и с покорство.“.

## Данъците джизие и харадж в Арабския халифат
Смята се, че джизието е продължение на иранския поголовен данък гезирт, отговарящ на латинския капутацио. Хараджът първоначално бил поземлен данък. В Иран той се наричал хараг, променен в арабски на хардаж. След арабските завоевания от VII-VIII век двата данъка били смесвани поради факта, че се взимали само от покорените народи.
При халифите от Абасидската династия (750 – 1245) била въведена по-ясна диференциация между двата данъка. През VIII-IX век в специални трактати било разяснено поземленото облагане, описвало се колко харадж се плаща от различните видове земи, видовете натурално и парично издължаване на хараджа. Същевременно било разяснявяно как да се събира поголовния данък (джизие). Запазена била Сасанидската традиция от древен Иран данъкоплатците да се делят на категории в съответствие с платежоспособността им, а недъгавите, служителите на религиозните култове и някои други категории да бъдат освобождавани.

## Джизието в Османската империя
В Османската империя термините джизие и харадж били смесвани. И двата обозначавали поголовния данък, събиран от християни и евреи. Поголовният данък бил един от най-доходоносните налози. С неговото налагане и събиране се занимавал специален отдел в Дефтерхането, наречен Счетоводна канцелария за джизието (Ciziye muhasebesi kalemi). Той бил събиран от държавни чиновници – джизиедари (хараджари) в полза на държавата и рядко – в полза на феодални владетели. През XV век с джизие били облагани и вдовици, т.е. по това време той бил по-скоро подворен данък.
От заплащането на пълния или частичен размер на джизието са освобождавани немюсюлманите, участващи в османската армия или охраняващи проходите (войнуци, мартолоси, дервентджии), както и недъгави, немюсюлмански духовници, лица или групи, натоварени с по-особена служба в полза на централната власт, родители на деца, събирани за еничари. През 1490 година в Софийския санджак от един войнук се събирали 7 акчета, докато обикновеното раетско хане заплащало средно по 74 – 76 акчета. Намалено джизие са заплащали жители на гранични райони по време на война, раята от земите, близки до бойния театър и след опустошения.
Данъкът не е бил твърдо фиксиран и в еднакъв размер за различните области. Към последните десетилетия на XV век в българските земи той варирал най-често между 40 и 80 акчета от хане. В края на XV век едно хане в Североизточна България (вилаетите Силистра, Провадия, Мадара) плащало средно по 69 – 70 акчета, а една вдовица – по 22 – 23 акчета. За вилаета София тези стойности са 76 акчета на хане и 18 акчета за вдовица, а за Шехиркьой (Пирот) и Знеполе – 74 и почти 20 акчета. В края на XVI век средният размер на данъка достигнал около 140 акчета.
До началото на XVI век година този данък е бил изискван от всички немюсюлмански домакинства (ханета), а след това – от всички пълнолетни мъже-немюсюлмани според имущественото им състояние, т.е превръща се от подворен в поголовен.
През XVII и XVIII век постепенно се ограничили привилегиите, с които се ползвали някои категории население. Увеличили се и случаите на изискване на джизие от старци, деца и неработоспособни. В съответствие със системата на илтизама (откупване на държавни данъци и други приходи) правото на събиране на джизието все по-често се отстъпвало и преотстъпвало, което водело до увеличаване на данъчното бреме и до засилване на съпротивителното движение. По сведение на венецианския търговец и един от водачите на Първото Търновско въстание Павел Джорджевич една от причините за недоволството на българското население била увеличаването на размера на джизието. В 1594 година то достигнало 400 – 500 акчета.
При разпределянето на джизието населението се е деляло на три категории според своето имуществено състояние – висша (аля), средна (евсат) и низша (една).
Размер на данъка джизие от края на XVII в. до началото на XIX век в грошове 
| Година                           | Аля (висша категория) | Евсат (средна категория) | Една (низша категория) |
| -------------------------------- | --------------------- | ------------------------ | ---------------------- |
| 1102 по Хиджра/1691 след Христа  | 9                     | 4,50                     | 2,25                   |
| 1108 по Хиджра/1696 след Христа  | 10                    | 5                        | 2,25                   |
| 1156 по Хиджра /1744 след Христа | 11                    | 5,50                     | 2,75                   |
| 1218 по Хиджра/1804 след Христа  | 12                    | 6                        | 3                      |

През 1856 година джизието е заменено от т.нар. военен данък – бедел-и аскерие.
Описите на данъкоплатците при събирането на джизието са ценен извор за демографската и социално-икономическа история на немюсюлманскто население в Османската империя

## Харачът и васалните държави
Терминът харач бил използван и за обозначаване на данъка, заплащан на Османската империя от васалните християнски държави. Статутът на васалност към империята включвал задължението васалните християнски страни да изплащат специален данък. Плащането му (както и изпращането на военни отряди в помощ на османските войски) изразявало подчинеността на съответните държави спрямо Високата порта. Размерът на хараджа съответствал на степента на зависимост на съответната страна. Отказът да се заплаща харач бил равностоен на отхвърляне на османския сюзеренитет.
С ежегоден харач били обложени още през XIV век първите християнски държави, признали сюзеренитета на османците. Тези приходи били едно от първите сигурни и постоянни пера в османската хазна още от времето преди изграждането на стройната османска данъчна система. За изплащането на харача някои от християнските държави като Византия, Вук Бранкович в Косово, Георги II Балшич в Зета и други били принудени да въведат нови данъци.

### Византия
Според византийските извори през 1372 година император Йоан V Палеолог сключил съюз с османския емир Мурад I, според който бил длъжен да му оказва военна помощ и да заплаща годишен трибут. Повечето историци тълкуват това като началото на попадането на Византийската империя във васална завсимост към османците. През 1379 година размерът на хараджа вече бил 30 000 византийски перпери (10 000 венециански дуката или 300 000 аспри) – сума, която се равнява на приходите на Константинополската митница през 40-те години на XIV век. Общо изплатената през XIV век от Византия като харадж сума възлизала на около 600 000 перпера.
До края на Византийската империя през 1453 година нейните владетели неколкократно отхвърляли бремето на харача, което се приемало като отхвърляне на васалната зависимост и водело до военни действия. Изключение от това са годините след 1403 г. и договора от Галиполи, според който Византия била освободена от задължението да плаща харач. Според мирния договор от 1424 година византийският император заплащал 300 000 акчета годишно.

### Търновска България
Цар Иван Шишман се признал за васал на османския емир Мурад I през 1377 – 1378 година. Едно от условията за това било изплащането на харадж за три години напред. През 1389 година, след опита на Иван Шишман от предишните години да отхвърли османския сюзеренитет, наред с другите тежки условия той бил принуден да изплати хараджа за няколко минали и няколко следващи години.

### Дубровник
Дубровник започнал да плаща харач през 1459 година. До 1484 година данъкът не бил постоянен. През тази година бил определен на 12 500 златни дуката – сума, която била изплащана ежегодно до 1703 година. След това харачът бил плащан на три години.

### Молдова
Молдовският войвода Петру Арон (1451 – 1452, 1454 – 1455, 1455 – 1457) започнал да плаща харач на Османската империя през 1456 година. Размерът на данъка бил 2000 златни монети, но изплащането му скоро било прекратено поради османо-молдовските войни при Стефан III Велики (Щефан чел Маре 1457 – 1504). В съответствие с мирния договор от 1489 година Молдова продължила за плаща ежегоден харач, този път – в размер на 3000 венециански флорина. В началото на XVI столетие харачът се увеличил на 8000 златни монети, а през 1541 година – на 12 000. Опитът на османците през 1574 година да увеличат харача от 40 000 на 80 000 златни монети довел до война, загубена от молдовски войвода Йон Люти.
В последното десетилетие на XVI век харачът на Молдова достигнал 60 000 златни монети, равняващи се на 10 – 12 000 бика. През 1637 година той се равнявал на 8000 бика или 70 000 талера.

### Влашко
През 1415 година влашкият войвода Мирчо Стари се съгласил на изплати на османците харач в размер на 3000 златни монети. През следващите години влашките владетели направили няколко не особено резултатни опита да отхвърлят зависимостта си от Османската империя и заплащането на харача.

### Джизието като поголовен данък
- Грозданова, Елена Налог джизье с балканских земель в системе доходов государственной казны Османской империи (По турецким документам XVII-XVIII вв.) – Восточные источники по истории народов Юго-восточной и Центральной Европы. Т.3, Москва 1974, с. 161 – 234
- Грозданова, Елена. Събиране на данъка джизие в българските земи през XVII и XVIII век, Исторически преглед, 1970, № 5, с.75 – 90
- Димитров, Страшимир. Предговор към Турски извори за българската история т. VII, С. 1986, с. 5 – 19
- Недков, Борис. Поголовният данък в Османската империя с оглед на България, Исторически преглед, София 1945, № 1, с. 18 – 33
- Цветкова, Бистра. Принос към изучаването на турския феодализъм в българските земи през XV-XVI век, ч.I, Известия на Института за българска история, 5, София 1954, с. 71 – 153
- Becker, C.H. Cizie. Cizia – Islâm Ansiklopedisi, C. 3, Istanbul, 1963, 199 – 201
- Hažibegić, H. Džiziya ili harać. Prilozi za orijentalnu filologiju i istoriju Jugoslovenskih naroda pod turskom vladavinom, III-IV, 1952 – 1953, s. 55 – 125, V, 1954 – 1955, s. 43 – 102
- Kiel, Machiel. Remarks on the administration of the Poll Tax (Cizye) in the Ottoman Balkans and Value of Poll Tax Registers (Cizye Defterleri) for Demographic Research.” Etudes Balkaniques 4 (1990): 70 – 104. на български в: Кийл, М. Хора и селища в България през османския период. Събрани съчинения, София, 2005.
- Nedkoff, Boris. Die Ĉizya (Kopfsteuer) im Osmanischen Reich. Mit besonderer Berüsichtigung von Bulgarien. Leipzig, 1942

### Харачът и васалните държави
- Berza, M. Haraciul Moldovei şi Tarih Romaneşti in sec XV-XIX, Stidii şi materiale de istorie medie, vol.II, 1957, p. 7 – 45
- Iliescu, O. Le montant du tribut paye par Buzance a l’empire ottoman en 1379 et 1424, Revue des etudes Sud-Est europeennes, Bucarest 1971, IX, р.427 – 432
- Oikonomides, N. Le Haraj dans l’Empire Bizantin du XV-e siecle – In: Actes du Prem Congres Int. des Etudes Balk. et Sud-est Europeennes. III Sofia, 1969, p. 681 – 688
- Спремић, М. Турски трибутари у XIV и XV веку, Историјски гласник, 1970